# Brachyachne fulva
Brachyachne fulva är en gräsart som beskrevs av Otto Stapf. Brachyachne fulva ingår i släktet Brachyachne och familjen gräs. Inga underarter finns listade i Catalogue of Life.